# Dinklageella minor
Dinklageella minor är en orkidéart som beskrevs av Victor Samuel Summerhayes. Dinklageella minor ingår i släktet Dinklageella och familjen orkidéer. Inga underarter finns listade i Catalogue of Life.